# Chavarriella luteifimbria
Chavarriella luteifimbria är en fjärilsart som beskrevs av Paul Dognin 1901. Chavarriella luteifimbria ingår i släktet Chavarriella och familjen mätare. Inga underarter finns listade i Catalogue of Life.